# Brimful of Asha
Brimful of Asha è un brano big beat, indie rock, alternative rock del gruppo britannico Cornershop, che al momento della sua pubblicazione, nel 1997, raggiunse la posizione numero sessanta della classifica dei singoli più venduti in Inghilterra (Official Singles Chart). Un remix di Fatboy Slim - pubblicato esclusivamente in Gran Bretagna in edizione limitata su long playing - conferì al brano un successo internazionale, tanto da fargli raggiungere, nel febbraio 1998, la prima posizione della classifica britannica e la sedicesima posizione della Modern Rock Track statunitense.
Il video musicale, diretto da Phil Harder, è stato prodotto da Harder/Fuller Films.
Nell'ottobre 2011, la rivista New Musical Express ha incluso il remix di Fatboy Slim alla posizione 105 della sua classifica "150 Best Tracks of the Past 15 Years".

## Testo
Il testo è un tributo alla cantante Asha Bhosle e più in generale alla cultura cinematografica indiana. Uno stilema del cinema indiano fin dagli esordi, infatti, è l'inclusione di spezzoni musicali ballati e cantati in playback dagli attori: cantautori professionisti eseguono la canzone in sottofondo, mentre gli attori in scena cantano in labiale. Asha Bhosle (citata nel testo assieme a Lata Mangeshkar e Mohammad Rafi) è una delle più note e prolifiche cantanti in playback del panorama cinematografico indiano (al 2006, aveva un repertorio di oltre 12 000 canzoni). Il testo contiene anche riferimenti alla musica di altri paesi come, per esempio, alla canzone Bancs Publics di Georges Brassens, a Jacques Dutronc e Marc Bolan, e alle case discografiche Argo Records e Trojan Records.

## Tracce
CD-Single (Wiiija 706.0081.24)
1. Brimful of Asha (Norman Cook Remix Single Version)
2. Brimful of Asha (Single Version)

## Classifiche
| Classifica (1998) | Posizione raggiunta |
| ----------------- | ------------------- |
| Regno Unito       | 1                   |
| Norvegia          | 18                  |
| Finlandia         | 20                  |
| Nuova Zelanda     | 26                  |
| Australia         | 35                  |
| Svezia            | 36                  |
| Paesi Bassi       | 83                  |